# Гарсия Луэна, Хосе Мануэль
Хосе Мануэль Гарсия Луэна (кат. José Manuel García Luena; 4 декабря 1974, Сан-Себастьян, Испания) — андоррский футболист, защитник. Выступал в национальной сборной Андорры.

## Биография

### Клубная карьера
В восемь лет вместе с семьёй переехал в Андорру. Начал карьеру игрока в клубе «Андорра» из Андорра-ла-Вельи, которая играла в низших дивизионах Испании. В сезоне 1997/98 Чема принял участие в 32 играх команды. После играл за клубы чемпионата Андорры «Сан-Жулиа», «Энкам» и «Ранжерс». В 2007 году вернулся в «Андорру».
Летом 2010 года стал игроком «Санта-Коломы». Чема принял участие в первом квалификационном раунде Лиги чемпионов против мальтийской «Биркиркары». Первая домашняя встреча завершилась техническим поражением (0:3), в связи с плохим состоянием поля на стадионе «Комуналь д'Андорра-ла-Велья». Вторая игра завершилась победой мальтийцев (4:3). В сезоне 2010/11 вместе с командой стал чемпионом Андорры. Летом 2011 года «Санта-Колома» выбыла из Лиги чемпионов на стадии первого квалификационного раунда от люксембургского «Ф91 Дюделанж» (0:4 по сумме двух матчей). Чема принял участие в выездной игре. В сезоне 2011/12 его команда стала серебряным призёром Примера Дивизио о победителем Кубка Андорры. В следующем сезоне команда вновь заняла второе место в чемпионате.
В июле 2013 года «Санта-Колома» участвовали в Лиге Европы, однако вылетели в первом квалификационном раунде, уступив исландской команде «Брейдаблик» (0:4 по сумме двух матчей). Чема сыграл в одной игре противостояния. В  сезоне 2013/14 клуб стал чемпионом Андорры. Летом 2014 года сыграл в одной игре второго квалификационного раунда Лиги чемпионов против «Маккаби» из Тель-Авива. Затем, в течение двух сезонов «Санта-Колома» становилась победителем первенства Андорры.
В августе 2016 года перешёл в «Энкам».

### Карьера в сборной
В 1997 году главный тренер национальной сборной Андорры Маноэл Милуир пригласил Чему в стан команды карликового государства, которая является одним из аутсайдеров мирового футбола. Тогда ему было 22 года. Дебютировал в составе сборной Андорры 22 июня 1997 года во второй игре в истории команды против Эстонии (1:4). 24 июня 1998 года сыграл в матче против Азербайджана. Встреча закончилась нулевой ничей, а команде княжества тогда впервые в истории удалось не проиграть.
В квалификации на чемпионат Европы 2000 Чема сыграл во всех десяти играх. В феврале 2000 года провёл три матча на турнире Ротманс, который проходил на Мальте. Чема принял участие в первой победе в истории сборной Андорры, 26 апреля 2000 года против Беларуси (2:0). В отборочном турнире к чемпионату мира 2002 года Чема также сыграл в десяти встречах.
В квалификации на чемпионат Европы 2004 Чема принял участие в 7 матчах. В рамках квалификации к чемпионату мира 2006, Андорра набрала 5 очков, что является лучшим результатом в отборах для страны. Тогда сборная обыграла Македонию (1:0) и дважды сыграла вничью с Македонией (0:0) и Финляндией (0:0). Чема сыграл в 8 матчах. В квалификации на чемпионат Европы 2008 Чема сыграл в 8 из 12 поединках. В отборочном турнире на чемпионат Европы 2010 он сыграл в четырёх играх.
Всего за сборную Андорры он провёл 70 матчей признанных ФИФА и 1 неофициальную игру провёл против Латвии в 2008 году.

## Достижения
- Чемпион Андорры (4): 2010/11, 2013/14, 2014/15, 2015/16
- Серебряный призёр чемпионата Андорры (2): 2011/12, 2012/13
- Обладатель Кубка Андорры (1): 2012